# Tanjungagung
Tanjungagung is een bestuurslaag in het regentschap Lampung Selatan van de provincie Lampung, Indonesië. Tanjungagung telt 6456 inwoners (volkstelling 2010).